# 김장생 문묘배향 교지
김장생 문묘배향 교지(金長生 文廟配享 敎旨)는 대한민국 충청남도 논산시에 있는, 조선 중기의 대학자인 사계 김장생(1548∼1631) 선생을 문묘에 제사지내도록 숙종 43년(1717)에 내린 교지이다. 1987년 12월 30일 충청남도의 유형문화재 제128호로 지정되었다.

## 개요
조선 중기의 대학자인 사계 김장생(1548∼1631) 선생을 문묘에 제사지내도록 숙종 43년(1717)에 내린 교지이다.
김장생은 조선시대 학자로 선조 11년(1578)에 학행으로 천거되어 6품직에 오르고 정산현감을 지냈다. 임진왜란이 일어났을 때 호조정랑으로 명나라 군사의 군량조달에 공을 세웠고, 선조 35년(1602) 청백리에 천거되었으며 형조참판에 임명되었으나 벼슬을 버리고 고향으로 돌아와 교육에 전념하였다. 문하에 송시열, 송준길 등 서인을 중심으로 한 기호학파를 형성하였다.
한지에 세로로 내려 쓴 이 교지는 총 624자 48줄로 수록되어 있으며, 내용은 김장생의 학문과 사상이 국가사회에 기여하였고 특히 예학의 대가로서 인간생활의 도덕성 확립에 이바지한 공이 크므로 문묘에 모시도록 한다는 것이다.

## 같이 보기
- 김장생

## 참고 자료
- 김장생문묘배향교지 - 국가유산청 국가유산포털